# Agustín León Ara
Augustin Léon Ara (Santa Cruz de Tenerife, 30 de junio de 1936) es un violinista español.
Comenzó a estudiar música con sus padres músicos (Agustín León Villaverde y Maruja Aras). Estudió en el Royal College of Music de Londres con Albert Sammons, Cecil Aronowitz y Alan Loveday . Posteriormente fue alumno de André Gertler y Louis Poulet en el Conservatorio Real de Bruselas (primer premio) y la Reina Elisabeth Chapelle Musicale belga. Ha actuado en casi todos los países de Europa y América. Es uno de los violinistas españoles más reconocidos. Ha grabado álbumes para Decca, Ariola, EMI, Phonic y otros.
Ganó el concurso de Darmstadt (1957), el Henryk Wieniawski en Poznań (1957) y  el Queen Elisabeth's en Bruselas (1959). Fue jurado del 11º Concurso de Wieniawski (1996).
Profesor en el Conservatorio Superior de Música de Bruselas, Conservatorio Superior de Barcelona y la Joven Orquesta Nacional de España .
Es miembro de la Real Academia de Bellas Artes de San Fernando y Caballero de la Orden de Isabel la Católica.